# Longone Sabino
Longone Sabino és un comune (municipi) de la província de Rieti, a la regió italiana del Laci, situat a uns 60 km al nord-est de Roma i a uns 15 km al sud-est de Rieti. A 1 de gener de 2019 la seva població era de 554 habitants.

## Geografia
El municipi limita amb els municipis d'Ascrea, Belmonte a Sabina, Cittaducale, Concerviano, Petrella Salto, Rieti i Rocca Sinibalda. El territori municipal compta amb un exclavament septentrional en el qual es troben les frazioni de Fassinoro, Roccaranieri i San Silvestro.